# Renato D'Aiello
Renato D'Aiello (Napoli, 21 marzo 1959) è un sassofonista italiano che vive a Londra.

## Biografia
Nel 1979 ha cominciato a studiare il sassofono sotto la guida di Antonio Andolfi, a cui sono seguiti Sal Nistico e Steve Grossman.
Ha iniziato la sua carriera professionale suonando con Giovanni Tommaso per un programma televisivo nel 1986/87. Nello stesso anno ha ricevuto una borsa di studio dal Berklee college di Boston.
Nel 1991 ha fatto una tournée internazionale con Tony Scott, e l'anno ha seguito una tournée in Giappone con il trio Yoshida Masahiro, che si è ripetuta nel 1993 e nel 1995. Nel 1996/97 ha fatto una tournée in Europa con Art Farmer e Rachel Gould.
La sua produzione artistica comprende la colonna sonora di un'opera intitolata Seven Red Doors e diverse coproduzioni per l'etichetta discografica Irma.
Nel 1999 ha preso la residenza nel Regno Unito.

## Discografia
1. 2000: Like Someone in Love[1]
2. 2001: Introducing (con Nicola Muresu, Sebastian de Krom, Phil Lee, Gary Husband, e Mark Bassey) (Spotlite Jazz, SPJ-CD 570)
3. 2007: Sintetico (con Nicola Muresu, Keith Copeland, e Andrea Pozza) (33 Jazz, 33JAZZ 151)